# Francsek Imre (építész, 1864–1920)
Francsek Imre (Gödöllő, 1864. október 30. – Budapest, Józsefváros, 1920. május 21.) magyar építész, ifj. Francsek Imre apja.

## Életpályája
Francsek Pál és Bertók Johanna fiaként született. Tanulmányait a budapesti Műegyetemen végezte. A Fővárosi Közmunkák Tanácsának volt az építésze. 1892-től számos épületet tervezett mind Budapesten, mind vidéken. Halálát ütőérelmeszesedés (más források szerint vesebetegség) okozta.
Első házastársa Schubert Ilona volt, akitől megözvegyült. Második felesége Sacher Eleonóra (1868–1939) volt, akivel 1911. május 27-én Budapesten kötött házasságot.
56. életévében hunyt el. Testét a Fiumei úti sírkertben helyezték nyugalomra.

## Ismert épületei
- 1893: Budai Polgári Kaszinó (ma: Márai Sándor Kulturális Központ), Budapest, Krisztina tér 1. / Alagút u. 7.[7][8]
- 1893: Evangélikus templom, Kölesd, Öreg utca 5.[9]
- 1895: (III.) Városligeti Korcsolyacsarnok, Budapest, Olof Palme sétány 5.[10]
- 1897: Evangélikus templom („Újtemplom”), Szarvas, Szabadság út[11]
- 1897: a Közmunkatanács Palotája, Budapest, Döbrentei tér 4. (1938 körül lebontották)[5]
- 1900 k.: Francsek-villa, Pécel, Erzsébet sétány 3.[12]
- 1901: az Egyesült Fővárosi Takarékpénztár Rt. bérháza, Budapest, Rákóczi út 11.[13][14]
- 1903: bérház, Budapest, Damjanich utca 17. (2 emelet utólag épült rá)[5]
- 1904: a Gellért-szobor építészeti része (szobrászat: Jankovits Gyula és Gárdos Aladár), Budapest, a Gellért-hegy oldalában, az Erzsébet-híd budai oldalán[15][16]
- 1905: Evangélikus templom, Szentes, Kossuth Lajos u. 9.[17]
- 1905: a Gellérthegy alját övező román stílusú kerítésépítmény, Budapest, Szent Gellért rakpart[18]
- 1905?: a Gellérthegy díszlépcsőzete, Budapest, Gellérthegy keleti oldala[18]
- 1906: bérház, Budapest, Szentkirályi utca 51.[5]
- ?: Jódfürdő, Újvidék

1899-ben tervei alapján részben átépítették a Standard-Dreher palotát (Budapest, Kossuth Lajos u. 4., épült: 1886-1888, tervezte: Hubert József és Móry Károly)
Nem ő, hanem a fia, ifj. Francsek Imre tervezte az 1924 és 1927 között megépült a Széchenyi gyógyfürdő új szárnyát a strand- és népfürdővel.

### Tervben maradt alkotások
- 1897: a Szabadság tér rendezése, Budapest[5]
- 1911: a Kálvin tér rendezése, Budapest[5]

## Képtár

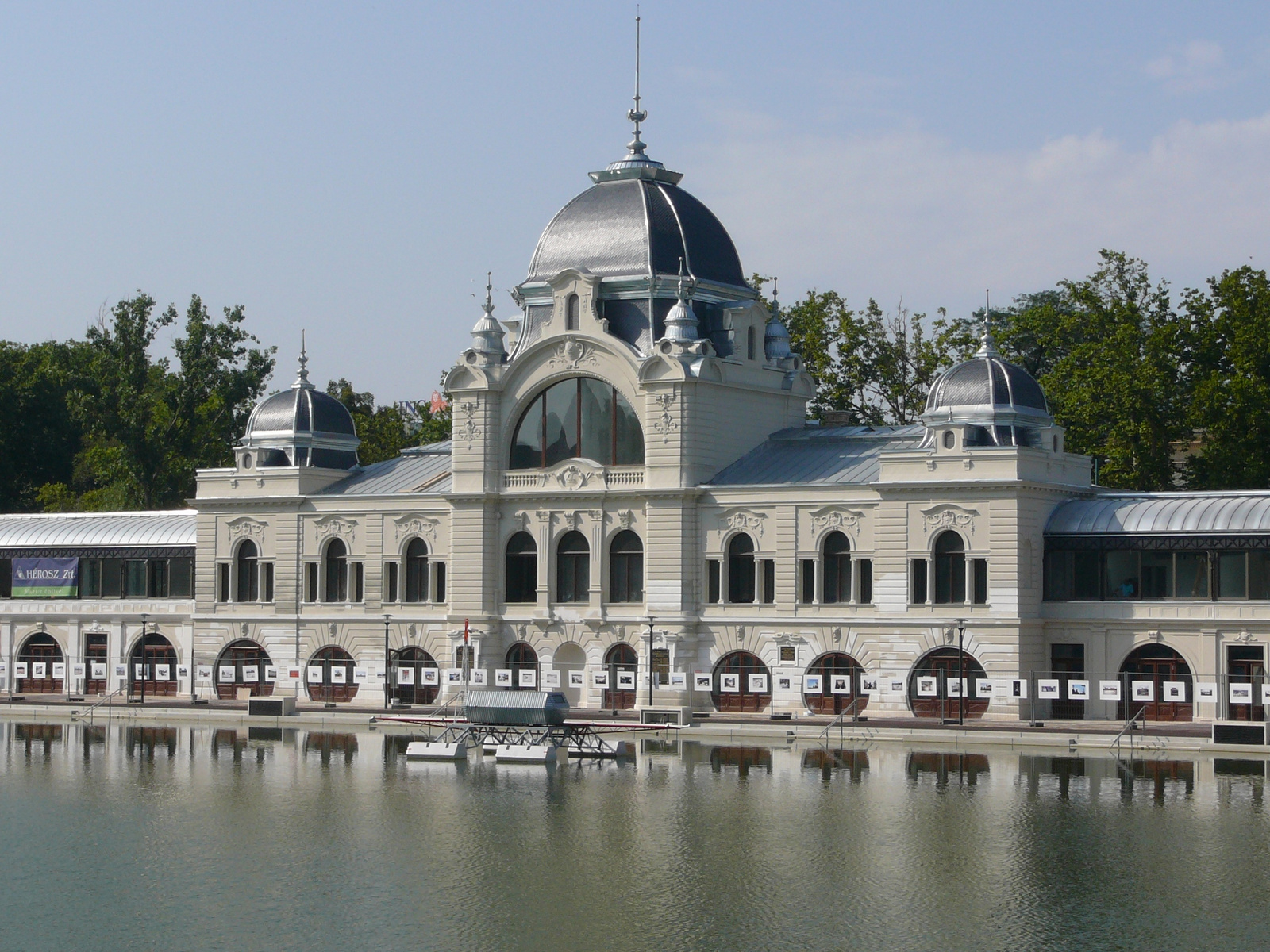
A Korcsolyacsarnok
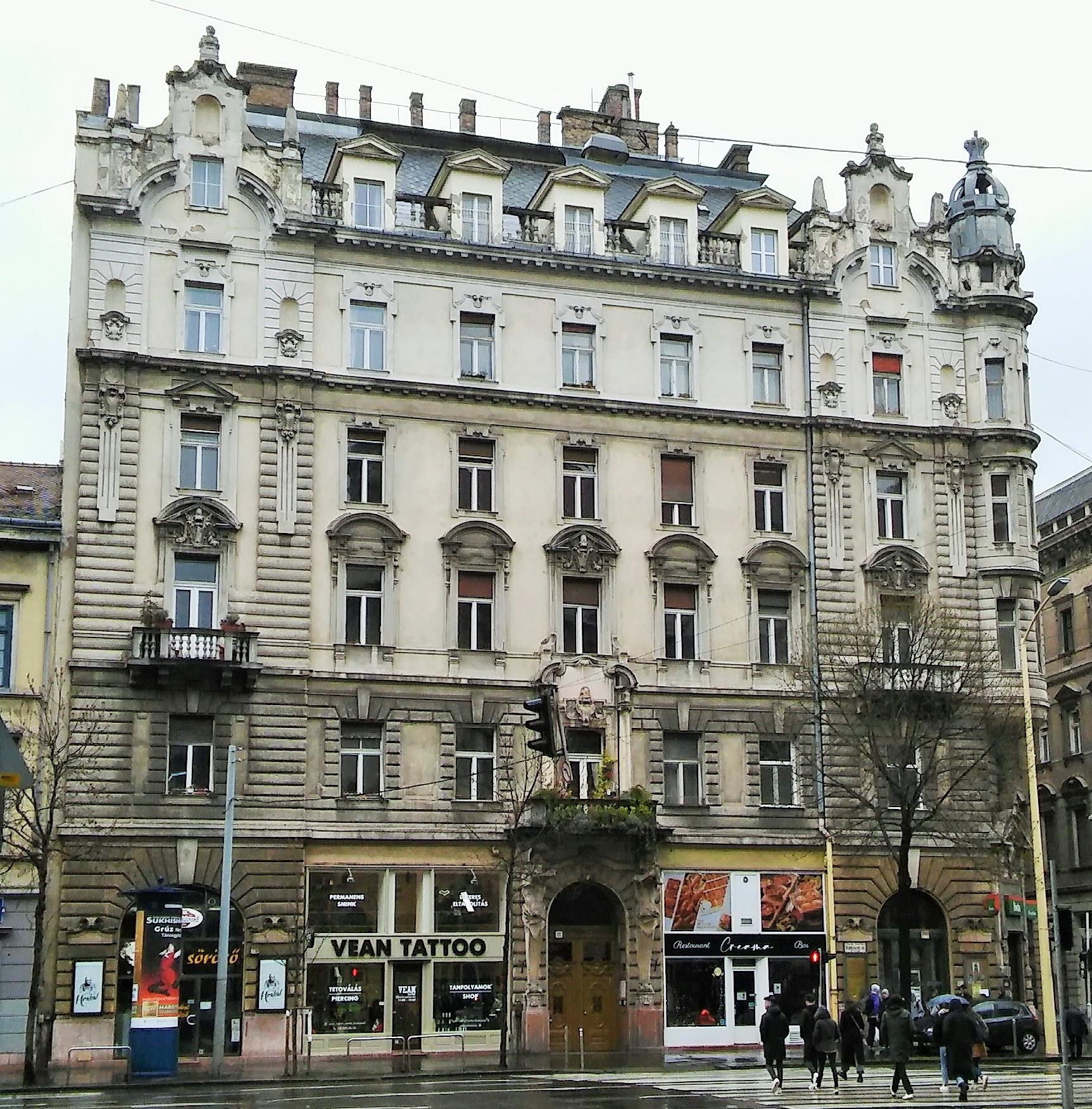
Az Egyesült Fővárosi Takarékpénztár Rt. bérháza
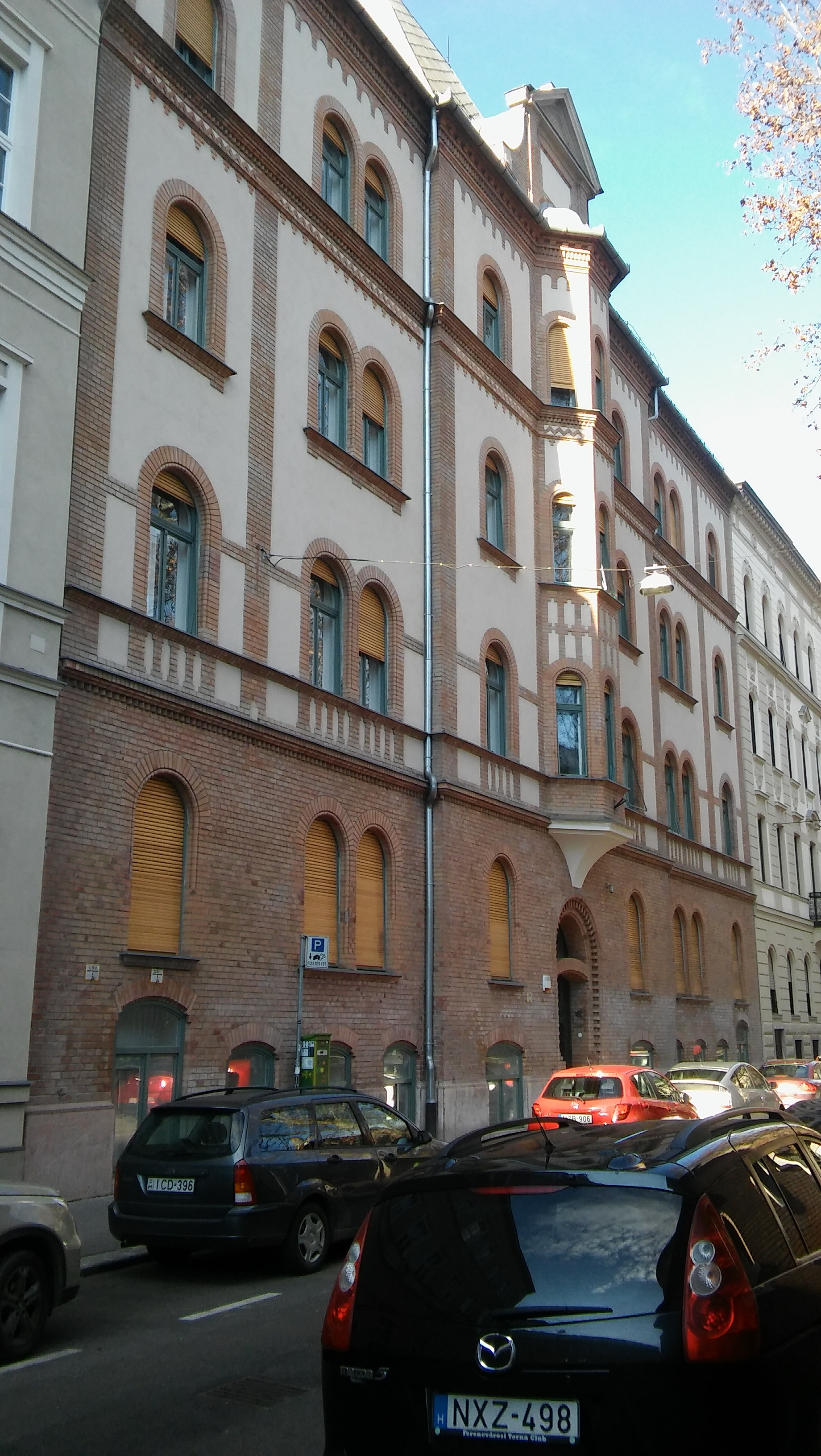
Bérház, Budapest, Szentkirályi utca 51.
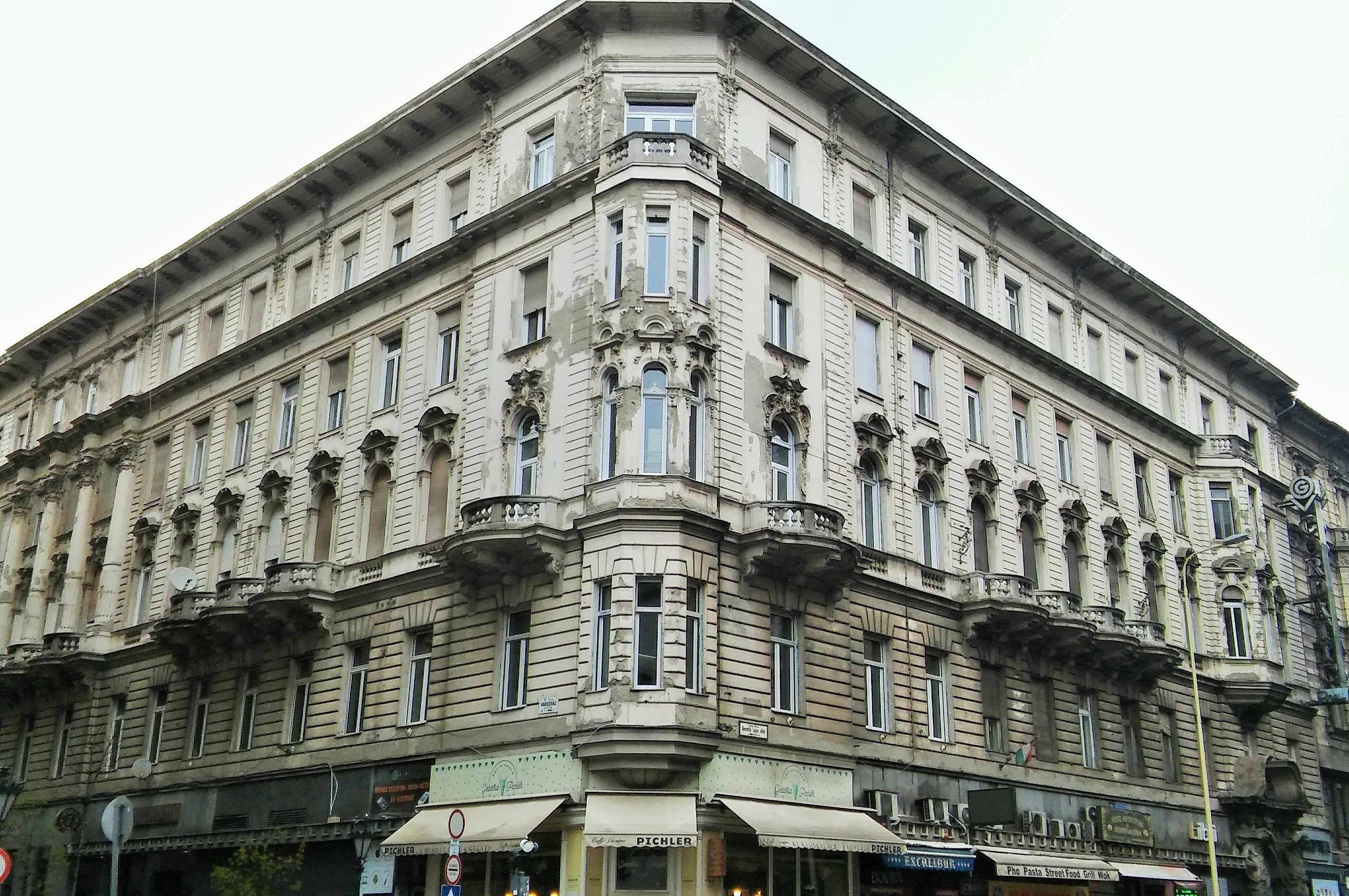
Standard-Dreher palota (csak átépítés)
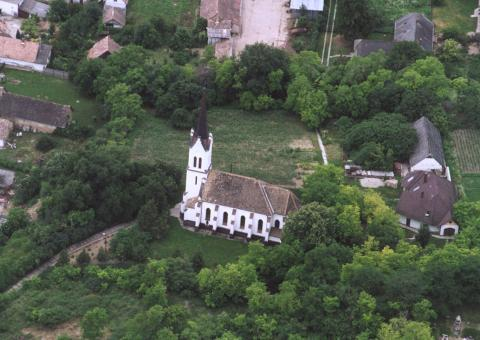
Evangélikus templom, Kölesd
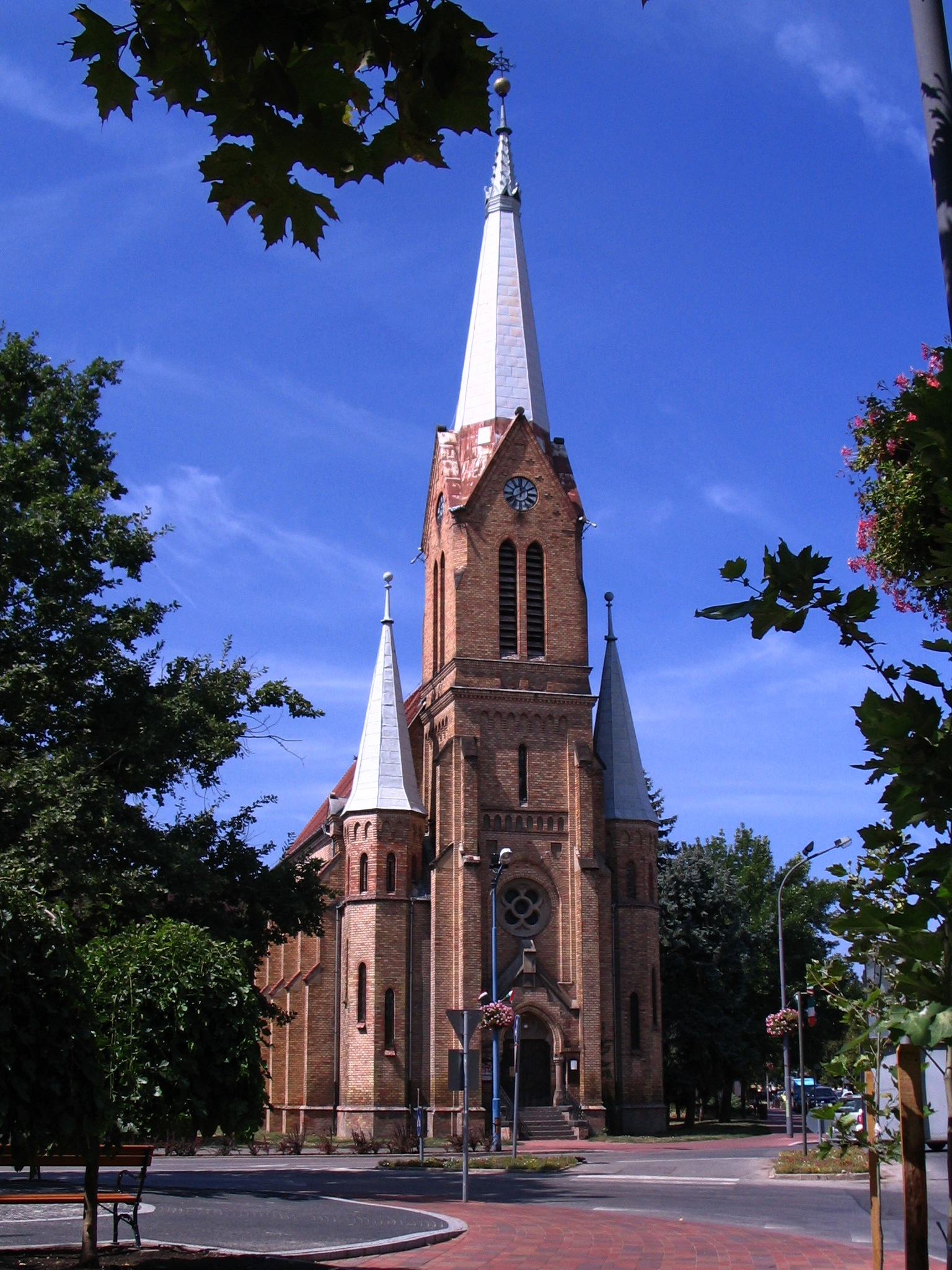
Evangélikus templom, Szentes
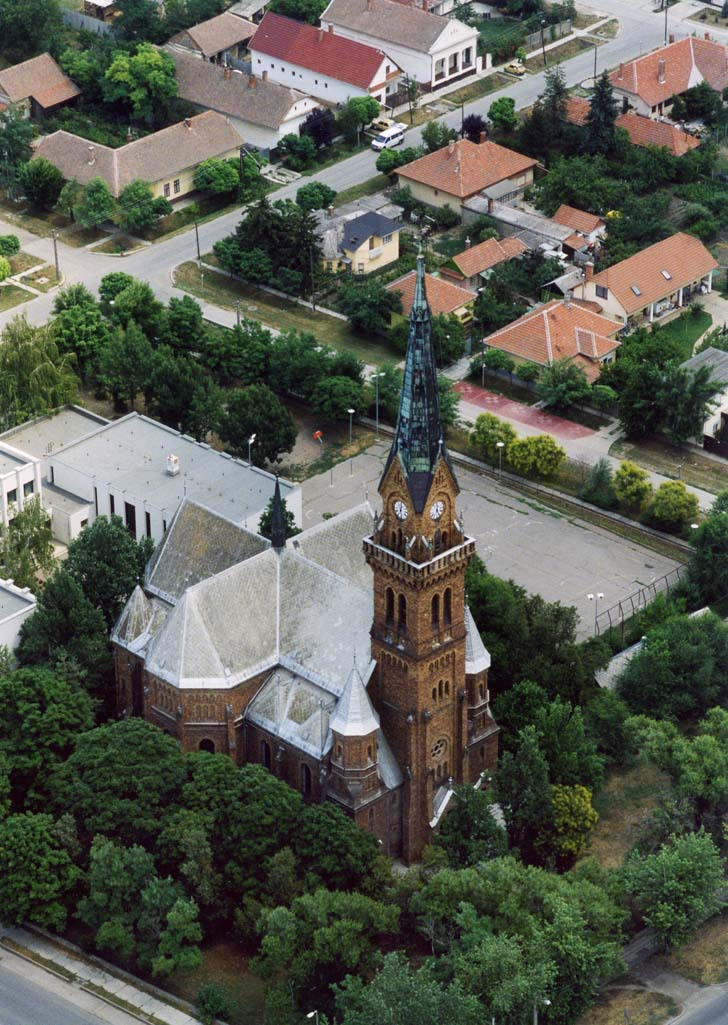
Evangélikus templom, Szarvas
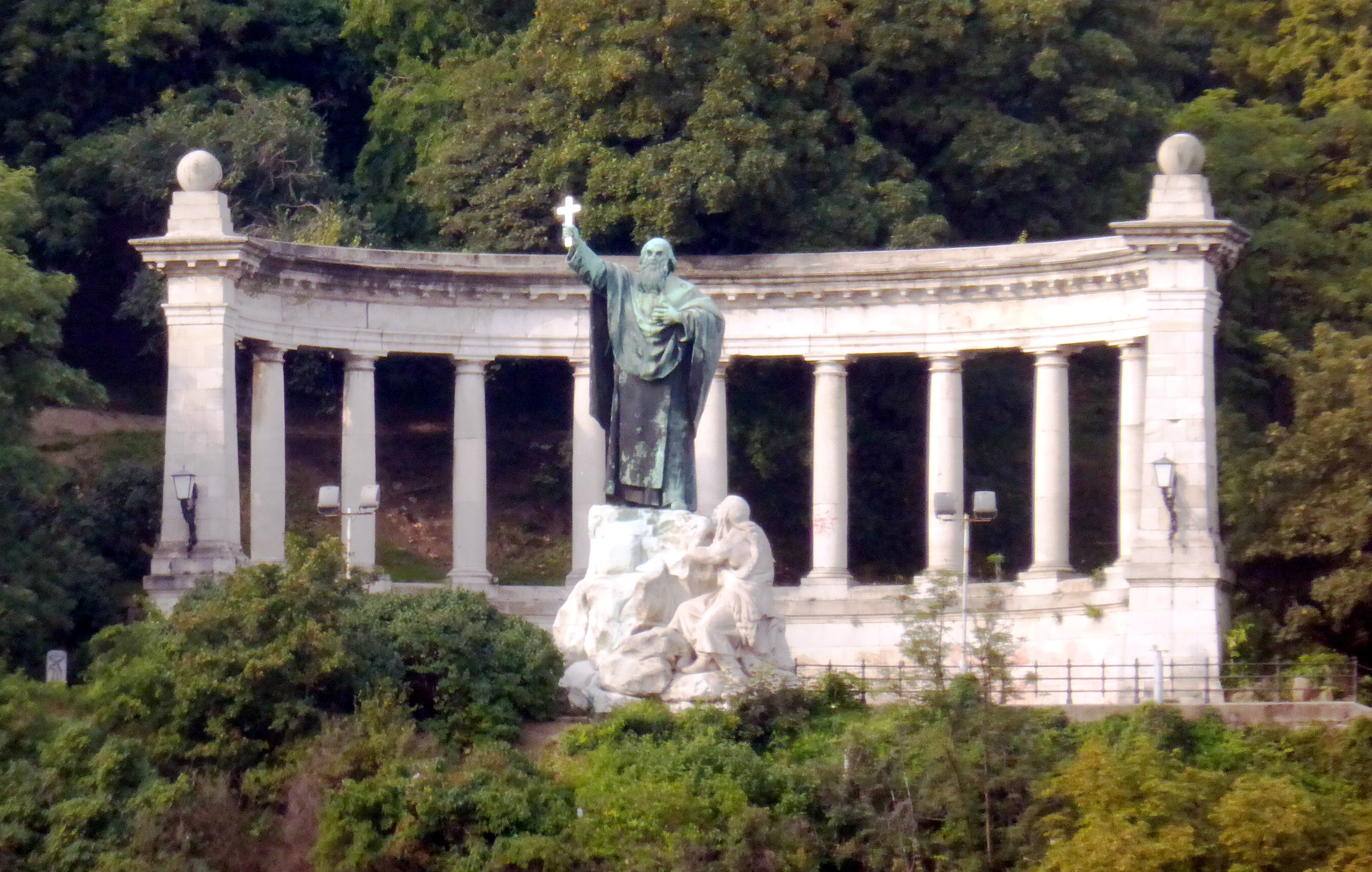
Gellér-szobor
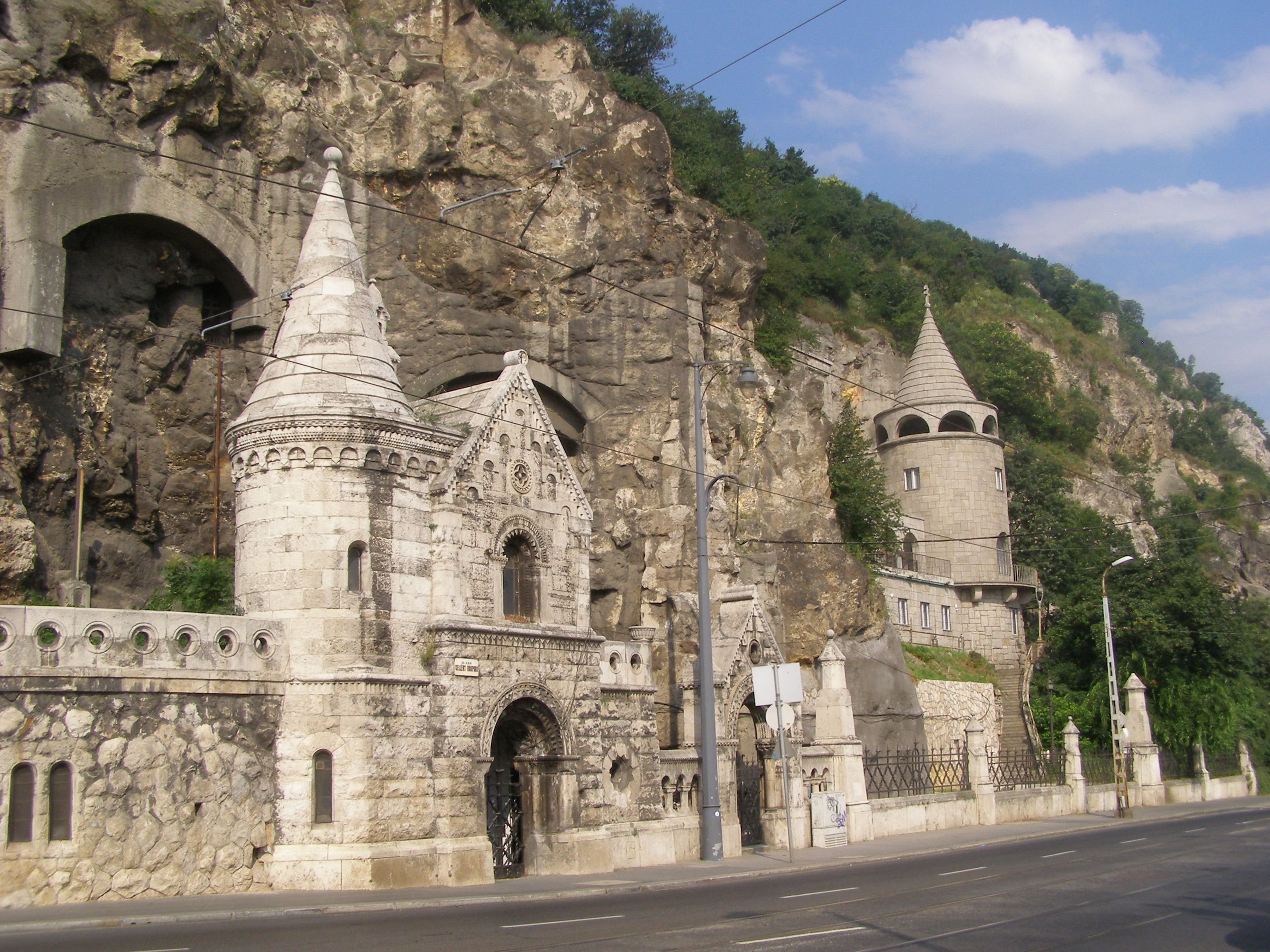
A Gellért-hegyi kerítés részlete
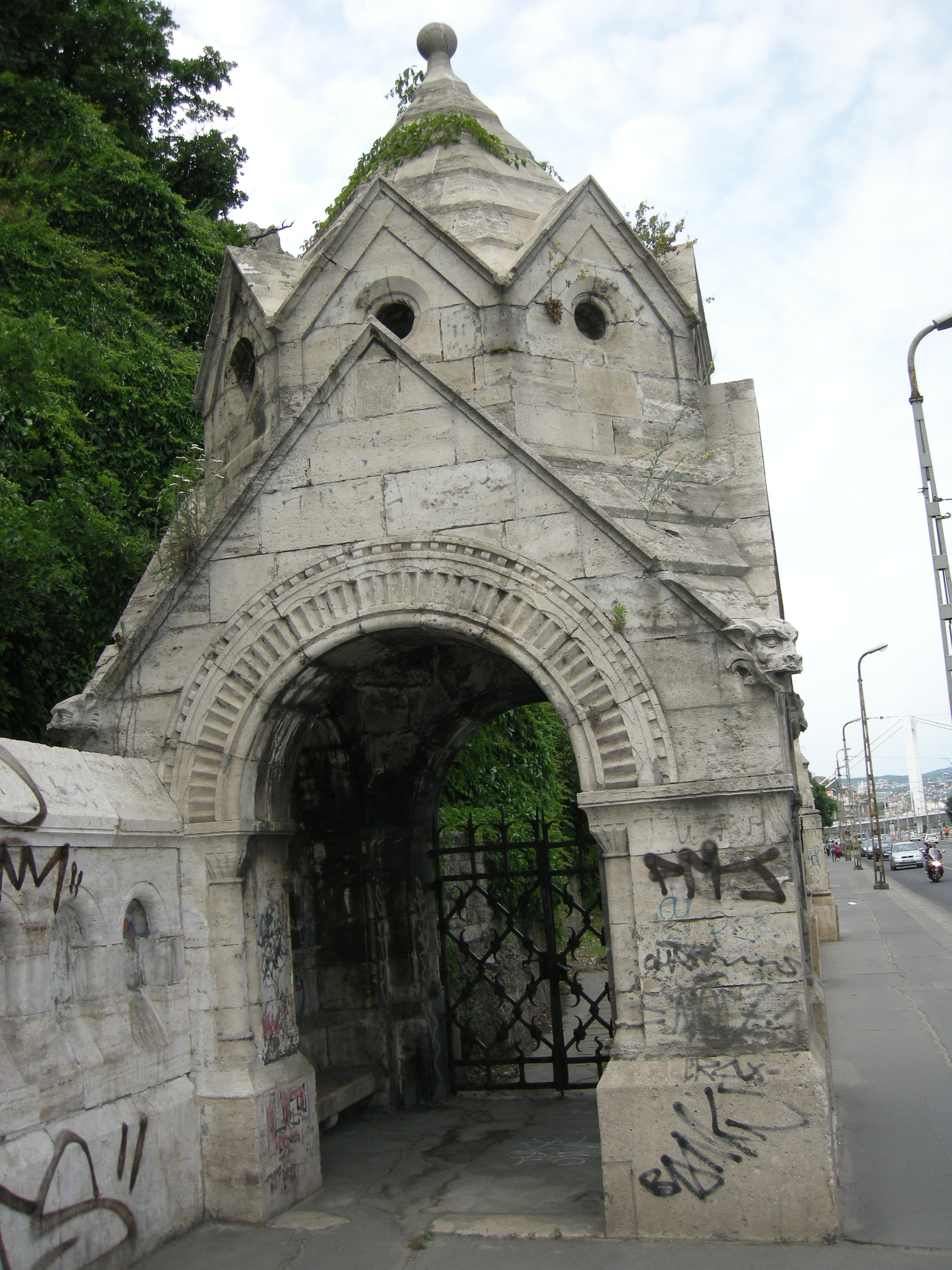
A Gellért-hegyi kerítés részlete
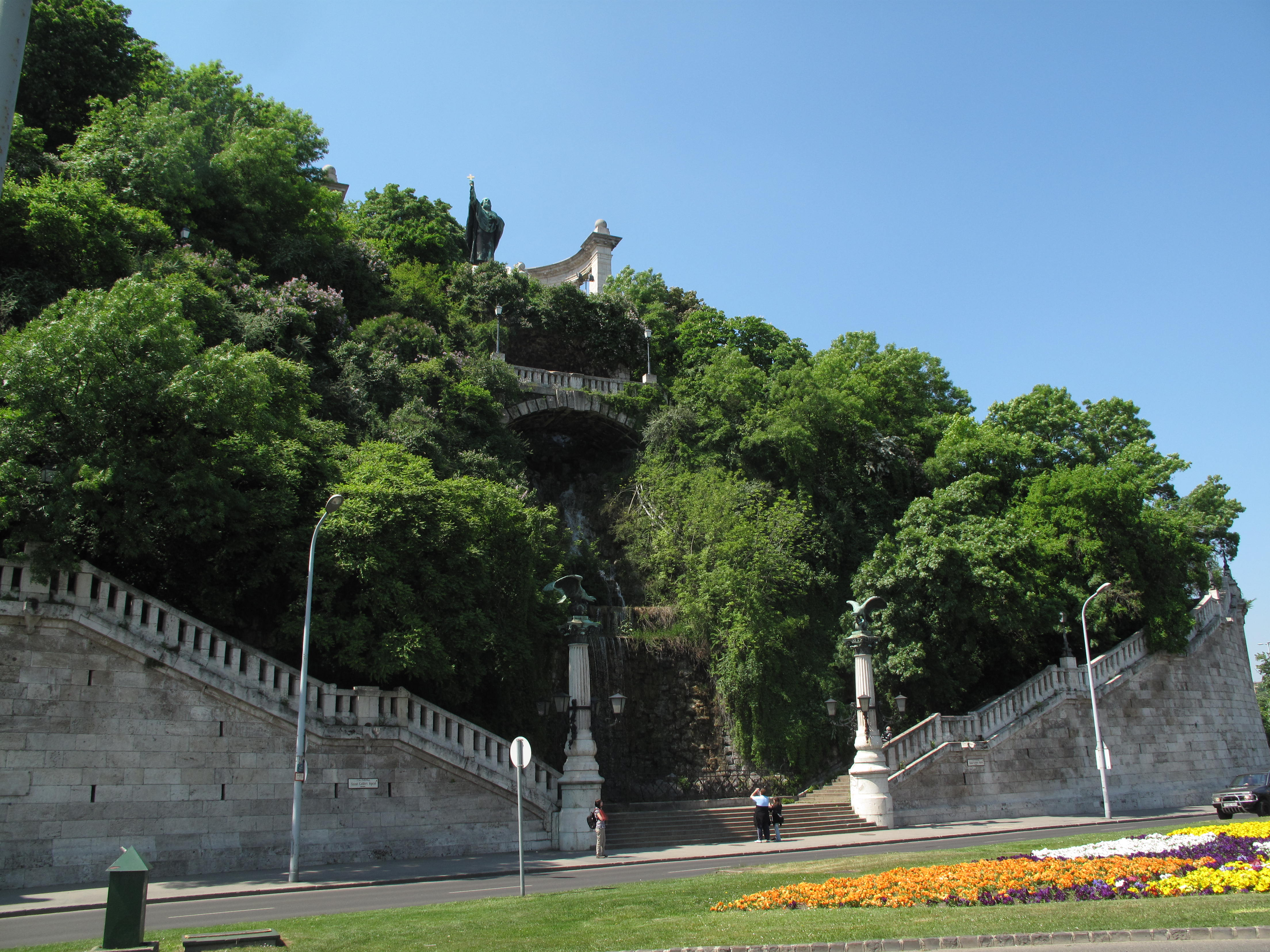
Gellért-hegyi díszlépcső